# Alter Friedhof Wandsbek
Capela e campanário no Alter Friedhof Wandsbek
O Alter Friedhof Wandsbek é um cemitério com área de 1,8 hectares no distrito de Wandsbek, Hamburgo. Foi aberto em 1850 como substituto do Historischer Friedhof Wandsbek na Christuskirche, por ter-se tornado pequeno.
O cemitério contém sepulturas históricas do século XIX, dentre as quais o mausoléu Neumann.